# Elisabeth Sophia von Reichenbach
Elisabeth Sophia von Reichenbach (geb. v. Conring; * 20. Oktober 1642; † 11. April 1718) war eine deutsche Dichterin und Übersetzerin.

## Leben
Elisabeth Sophia von Reichenbach wurde in Helmstedt geboren und verbrachte dort auch den größten Teil ihres Lebens. Sie war die Tochter des Universalgelehrten Hermann Conring (1606–1681) aus Helmstedt. Dieser war unter anderem Professor der Medizin und Politik. Zudem war er der Leibarzt der Königin Christine von Schweden. 1669 heiratete Elisabeth Sophia von Reichenbach Johann Konrad Schröter. Dieser war Amtmann in Schlitz. Nach dessen Tod vermählte sie sich 1677 mit dem vier Jahre später nobilitierten Christian Ernst (von) Reichenbach (1644–1699). Dieser war holsteinischer Kanzler und Gouverneur von Hadeln. Die beiden hatten gemeinsam mehrere Kinder. Zu Elisabeth Sophia von Reichenbachs Geschwister gehören Hermann Johann Conring (1644–1695), Catharina Galatea Paul (1639–1679), Anna Juliana Bötticher (1655–1684) und Maria Sophia Schelhammer (1647–1719). Der Charakter und die Wirkung von Elisabeth Sophia von Reichenbach auf andere Menschen, ist anhand der wenigen Quellen nur grob skizzierbar. Bei Gottlieb Sigmund Corvinus wird Elisabeth Sophia von Reichenbach als ein „begeistertes und Enthusiastisches Weibes-Bild“ beschrieben. Zudem habe sie viele göttliche Erscheinungen und Offenbarungen gehabt. Sie wird bei Talvj als sehr anziehende Person beschrieben. Dies wird mit ihren beiden vornehmen Ehen begründet. Zudem sei sie von einem lebhaften Naturgefühl beseelt gewesen.
PPN: 004206762 / GND-Identifier: nid=115641033 / Weitere Namensform: Reichenbach, Ilsa Sophia von / Elisa

## Werk
Elisabeth Sophia von Reichenbach hat Die Weißheit Salomonis 1692 in deutsche Verse übertragen. Das Werk ist in 19 Kapiteln aufgebaut und orientiert sich an dem Buch der Weisheit, das dem späten Alten Testament zuzuordnen ist und ursprünglich auf Griechisch verfasst wurde. Dieses wird der hellenistischen Gattung des Logos protreptikos zugeordnet. Damit wird die Proklamation einer bestimmten Lebensführung verstanden.Die Weißheit Salomonis ist ihre einzige selbstständige Publikation. Dieser Text wurde 1692 bei Lorentz Eckstorff, Hoff-Buchdrucker zu Druck gebracht. In Bibliotheca Societatis Teutonicae Saeculi wird vermerkt, dass es sich bei jeweiligem Druck um ein „3 Blatt (nicht pagniert) Titelblatt und Widmung“ handelt. In mehreren Quellen wird darauf hingewiesen, dass dieses Werk von Elisabeth Sophia von Reichenbach in die deutsche Sprache übertragen wurde. Darauf wird unter anderem bei Therese A. L. Robinson, Christian Gottlieb Jöcher oder bei Heinrich Gross verwiesen. Hinweise auf eine konkrete Vorlage wurden bis anhin nicht vorgefunden. Das Werk ist Sophie Amalie Herzogin von Braunschweig-Lüneburg (1670–1710) gewidmet. Elisabeth Sophia von Reichenbach schätzte diese sehr. Besondere Hochachtung äußert sie in der Widmung gegenüber der Malerei von Sophie Amalie Herzogin von Braunschweig-Lüneburg. In den Vorbemerkungen spricht Elisabeth Sophia von Reichenbach, unter dem Titel An dem Tadeler, mögliche Kritiker ihres Werkes an. Hier wird vermerkt, dass Elisabeth Sophia von Reichenbach den Tadel verachtet und dass sie nicht dazu gebracht werden kann, die Schreibfeder niederzulegen. Außerdem macht sie auf den Unterschied zwischen Mann und Frau aufmerksam, dessen sich auch der Tadler bewusstwerden sollte. Der Dichter Georg Christian Lehms stellt fest, dass ihre Schriften nicht einfach zugänglich waren. Georg Christian Lehms nahm selbst 1712 in seinem Werk Der weise König Salomo, in einer Staats- und Helden-Geschichte auf Salamo Bezug. Dieser Roman wird in dem Aufsatz von Elisabeth Birnbaum Salomo in Barock und Moderne – ein interdisziplinäres Kaleidoskop von 2017, als einer der beiden Barock-Schriften genannt, welche die Geschichte Salomos aufgreifen. Es kann also davon ausgegangen werden, dass Die Weißheit Salomonis von Elisabeth Sophia von Reichenbach bis heute der breiten Öffentlichkeit enthalten geblieben ist. Elisabeth Sophia von Reichenbach fertigte zudem Übersetzungen vom Holländischen in das Deutsche an. Zum Beispiel übertrug sie Verse des Dichters Jacob Cats in das Deutsche. Dazu hat sie einige Gedichte selbst verfasst. Über die Bildung von Elisabeth Sophia von Reichenbachs ist aufgrund der schwachen Quellenlage nicht viel auszusagen. Von ihrer Schwester Maria Sophia Schelhammer ist bekannt, dass sie verschiedene Fremdsprachen beherrschte, Poesie, Geografie, sowie Mythologie studierte und Malereien anfertigte. Es kann daher davon ausgegangen werden, dass auch Elisabeth Sophia von Reichenbach eine verhältnismäßig breite Bildung genossen haben musste. Ihre Schwester befasste sich besonders ausgiebig mit der Theorie der Kochkunst und gab 1697, folgt man den Quellen, eines der besten Kochbücher ihrer Zeit heraus, worin sie sich auch mit der Theorie der Kochkunst auseinandersetzt. In diesem Werk ist folgendes Widmungsgedicht von Elisabeth Sophia von Reichenbach an ihre Schwester eingebettet:
Daß das Kochen nöthig sey, muß ein jeder Mensch bekennen,

Obschon sich eine Martha sich muß an heisse Töpfe brennen,

Aß gleich Eva ungekocht den verdorhnen Apfel ein,

Will doch ihre Töchter Schaar klüger als die Mutter seyn;

Als Androclum Speist ein Löw, der ihm schuldig war sein Leben,

Schlug er erst das Wild an Baum, es ihm nicht ganz roh zu geben.

Aber ob die meisten Weiber schon gebohrne Köche sind

Kocht manche dennoch wohl für dem Schmerlein einen Stint.

Also kennt man nicht den Koch, ob er gut, am langen Messer,

Raucht die Teutsche Küch umsonst, kocht der Franzmann allzeit besser.

Da füllt er auch Grüz und Scheen in die leeren Därme ein,

Geht doch dieses allen vor, wenn es nur Sausißchen Seyn.

Momus siehst du? Dieses Buch wird die kluge Zunge loben,

Bist du der, dems nicht gefällt, spricht man: Lasst die Heyden toben.

Dieses Schreiber ihrer liebsten Schwester

Elisabetha Sophia von Reichenbach

## Schriften (Auswahl)
- Die Weißheit Salomonis. Der Durchläuchtigsten Princessin Sophia Amalia / Gebohrner Herzogin zu Schleßwig-Hollstein / Stormarn und der Dithmarschen / Gräffin zu Oldenburg und Delmenhorst etc. / Unterthänigst gewidmet...Eckstorff, Schleswig 1692. (Digitalisat)
- Thränen der Natur über das Absterben ihres einzigen Kindes a. 1694 (nicht festgestellt)[43]
- Widmungsgedicht in: Maria Sophia Schelhammer. Die wohl unterwiesene Köchin ... Fickels, Braunschweig 1713 (online). S. 26f.

### Ungedruckte Werke
(Quelle: )
- Poetische Gedanken, zu welchen 1) der vierfüssigen Thiere 2) der Fische 3) der Vögel und 4) der Gewürme Eigenschaften Anlass geben..in 4 Theilen abgefasset.
- Sinnbilder von den Menschen hergenommen und theils aus dem Holländischen Jacob Catsii übersetzt, theils von ihr selbst erfunden und in Versen beschrieben; mit Kupfern.
- Weihnachtsgedanken in einem Gesange abgefaßt.
- Lob der im Sommer blühenden Blumen.
- Einführungsgedichte in M. S. Schelhammer, Die wohl unterwiesene Köchin …